# Homomorphiesatz
Der Homomorphiesatz ist ein mathematischer Satz aus dem Gebiet der Algebra, der in entsprechender Form für Abbildungen zwischen Gruppen, Vektorräumen und Ringen gilt. Er stellt jeweils einen engen Zusammenhang zwischen Gruppenhomomorphismen und Normalteilern, Vektorraumhomomorphismen und Untervektorräumen sowie Ringhomomorphismen und Idealen her. Der Homomorphiesatz lautet:
Ist {\displaystyle f\colon A\to B} ein Homomorphismus und {\displaystyle \ker(f)} der Kern von {\displaystyle f}, dann ist der Quotient {\displaystyle A/\ker(f)} isomorph zum Bild {\displaystyle f(A)}.

## Gruppe

### Aussage
Ist {\displaystyle f\colon \left(G,\circ \right)\to \left(H,\star \right)} ein Gruppenhomomorphismus, dann ist der Kern {\displaystyle N\colon =\ker \left(f\right)} ein Normalteiler von {\displaystyle G} und die Faktorgruppe {\displaystyle G/N} ist isomorph zum Bild {\displaystyle f\left(G\right)}. Ein entsprechender Isomorphismus ist gegeben durch {\displaystyle {\tilde {f}}\colon G/N\rightarrow f(G);gN\mapsto f\left(g\right)}.

### Beweis
Es reicht zu zeigen, dass die Abbildung {\displaystyle {\tilde {f}}} ein Gruppenisomorphismus ist.
{\displaystyle {\tilde {f}}} ist wohldefiniert und injektiv, da
{\displaystyle aN=bN\Leftrightarrow b^{-1}a\in N\Leftrightarrow f(b^{-1}a)=e\Leftrightarrow {\tilde {f}}(aN)=f(a)=f(b)={\tilde {f}}(bN)}
{\displaystyle {\tilde {f}}} ist ein Gruppenhomomorphismus, da für alle Nebenklassen {\displaystyle aN} und {\displaystyle bN} gilt:
{\displaystyle {\tilde {f}}\left(aN\circ bN\right)={\tilde {f}}\left(abN\right)=f(ab)=f(a)\star f(b)={\tilde {f}}(aN)\star {\tilde {f}}(bN)}
{\displaystyle {\tilde {f}}} surjektiv, da für jedes {\displaystyle g\colon =f\left(g'\right)\in f\left(G\right)} gilt: {\displaystyle {\tilde {f}}\left(g'N\right)=f\left(g'\right)=g}.
Hieraus folgt, dass {\displaystyle {\tilde {f}}\colon G/N\rightarrow f(G)} ein Gruppenisomorphismus ist, und somit {\displaystyle G/N\cong f\left(G\right)}.

### Beispiele
- Es stehe {\displaystyle \operatorname {GL} (n,K)} für die allgemeine lineare Gruppe, dargestellt durch reguläre Matrizen über einem Körper {\displaystyle K}. Die Determinante

{\displaystyle \det \colon \operatorname {GL} (n,K)\to K^{*}=K\setminus \{0\}}
ist ein Gruppenhomomorphismus, dessen Kern aus der speziellen linearen Gruppe {\displaystyle \operatorname {SL} (n,K)} der {\displaystyle n\times n}-Matrizen mit Determinante {\displaystyle 1} besteht. Nach dem Homomorphiesatz gilt
{\displaystyle \operatorname {GL} (n,K)/\operatorname {SL} (n,K)\cong K^{*}}.
Hieraus folgt insbesondere, dass im Gegensatz zur linearen Gruppe {\displaystyle \operatorname {GL} (n,K)} die Faktorgruppe {\displaystyle \operatorname {GL} (n,K)/\operatorname {SL} (n,K)} abelsch ist.
- Analog zeigt man:

{\displaystyle \operatorname {O} (n,K)/\operatorname {SO} (n,K)\cong \left\{-1,1\right\}}
wobei {\displaystyle \operatorname {O} (n,K)} für die orthogonale Gruppe und {\displaystyle \operatorname {SO} (n,K)} für die spezielle orthogonale Gruppe steht.
- Es stehe {\displaystyle S_{n}} für die symmetrische Gruppe. Die Signum-Abbildung {\displaystyle \operatorname {sign} \colon S_{n}\to \left\{-1,1\right\}} definiert einen Gruppenhomomorphismus mit {\displaystyle \operatorname {ker} \left(\operatorname {sign} \right)=\operatorname {Alt} _{n}} (alternierende Gruppe), der für {\displaystyle n\geq 2} surjektiv ist. Nach dem Homomorphiesatz gilt also für {\displaystyle n\geq 2}: 
{\displaystyle S_{n}/\operatorname {Alt} _{n}\cong \left\{-1,1\right\}}

## Ring
Ist {\displaystyle f\colon R\to S} ein Ringhomomorphismus, dann ist der Kern {\displaystyle \ker(f)} ein Ideal von {\displaystyle R} und der Faktorring {\displaystyle R/{\ker(f)}} ist isomorph zum Bild {\displaystyle \operatorname {im} (f)}.
Der Beweis verläuft analog zum Beweis für Gruppen, es muss nur noch gezeigt werden:
{\displaystyle {\tilde {f}}\left(aN\cdot bN\right)={\tilde {f}}\left(\left(a\cdot b\right)N\right)=f\left(a\cdot b\right)=f\left(a\right)\cdot f\left(b\right)={\tilde {f}}\left(aN\right)\cdot {\tilde {f}}\left(bN\right)}

## Vektorraum

### Aussage
Ist {\displaystyle f} ein Vektorraumhomomorphismus, d. h. eine lineare Abbildung von {\displaystyle V} nach {\displaystyle W}, dann ist der Kern {\displaystyle \ker(f)} ein Untervektorraum von {\displaystyle V} und der Faktorraum {\displaystyle V/{\ker(f)}} ist isomorph zum Bild {\displaystyle \operatorname {im} (f)}.

### Beispiel
Der Differentialoperator
{\displaystyle {\frac {\mathrm {d} }{\mathrm {d} x}}\colon \ C^{1}(\mathbb {R} )\rightarrow C^{0}(\mathbb {R} ),\quad f(x)\mapsto {\frac {\mathrm {d} }{\mathrm {d} x}}f(x)=f'(x)}
ist ein Homomorphismus vom Vektorraum der auf {\displaystyle \mathbb {R} } stetig differenzierbaren Funktionen {\displaystyle C^{1}(\mathbb {R} )} 
in den Vektorraum der auf {\displaystyle \mathbb {R} } stetigen Funktionen {\displaystyle C^{0}(\mathbb {R} )}.
Sein Kern ist die Menge  der konstanten Funktionen, die hier als {\displaystyle \mathbb {R} } notiert wird. Nach dem Homomorphiesatz gilt
{\displaystyle C^{1}(\mathbb {R} )/\mathbb {R} \cong C^{0}(\mathbb {R} )}
Der Isomorphismus ist dabei der induzierte Homomorphismus 
{\displaystyle {\widetilde {\frac {\mathrm {d} }{\mathrm {d} x}}}:C^{1}(\mathbb {R} )/\mathbb {R} \rightarrow C^{0}(\mathbb {R} ),\quad f(x)+\mathbb {R} \mapsto f'(x)}.
Sein inverser Homomorphismus ist die unbestimmte Integration 
{\displaystyle \int \cdot \,\,\mathrm {d} x\colon \ C^{0}(\mathbb {R} )\rightarrow C^{1}(\mathbb {R} )/\mathbb {R} ,\quad g(x)\mapsto \int g(x){\mathrm {d} }x=G(x)+\mathbb {R} ,}
wobei {\displaystyle G(x)} eine beliebige Stammfunktion von {\displaystyle g(x)} ist.

## Verallgemeinerungen
- Homomorphiesatz für algebraische Strukturen:

Sind {\displaystyle (A,(f_{i})_{i\in \{1,\dotsc ,n\}})} und {\displaystyle (B,(g_{i})_{i\in \{1,\dotsc ,n\}})} zwei algebraische Strukturen gleicher Art und ist {\displaystyle \varphi \colon A\to B} ein Homomorphismus dieser Art mit Kern {\displaystyle \theta _{\varphi }}, so gilt {\displaystyle A/\theta _{\varphi }\simeq \varphi (A)}.
- Der Satz gilt allgemein in jeder abelschen Kategorie.
- Der Satz gilt beispielsweise auch in der Kategorie der topologischen Gruppen; allerdings ist das Bild dann auch im kategoriellen Sinne zu verstehen, es handelt sich also im Allgemeinen nicht um das mengentheoretische Bild mit der induzierten Topologie. Auch ist ein bijektiver stetiger Homomorphismus nur dann ein kategorieller Isomorphismus, wenn auch seine Umkehrung stetig ist, d. h. wenn er auch ein Homöomorphismus ist.